# Daria Gamsaragan
Daria Gamsaragan (de son vrai nom Ardemis Dora Gamsaragan) est une artiste sculptrice et médailliste née à Alexandrie (Égypte) le 24 avril 1902 et décédée dans le 14e arrondissement de Paris, à son domicile Square Henri Delormel, le 1er mars 1986. Elle est également écrivaine sous le pseudonyme d’Anne Sarag.

## Biographie
Daria Gamsaragan est née dans une famille d’origine arménienne venue de Constantinople. Son grand-père, Katchadour Gamsaragan, a quitté Erevan (Arménie) dès son plus jeune âge pour s’installer à Constantinople et chercher du travail. Honnête et travailleur, il progresse rapidement dans le commerce du tabac, pour occuper une position de choix en Turquie, avant l’instauration de la Régie Ottomane des Tabacs. Il fonde un établissement de tabac à Izmir, qui devint une maison importante connue sous le nom de « L’embarcadère des pins » en turc. Il fut ainsi un fournisseur officiel de tabac et cigares du Palais Impérial, principalement au temps du sultan Mourad. Après la mort de Katchadour Gamsaragan, ses deux fils Armenak et Dikran quittent la Turquie et s’installent en Égypte en 1894 pour poursuivre dans la spécialité de leur père. Ils fondent une usine à Zagazig. Par la suite, Dikran devient écrivain et Armenak prospère dans le négoce de tabac. Armenak Bey est une figure prépondérante au sein de la communauté arménienne d’Égypte, participant généreusement aux associations caritatives ; il est membre fondateur de l’Église Sainte Croix de Zagazig, mais il est également donateur de la prestigieuse École Victoria College à Alexandrie. Armenak Bey est aussi un collectionneur avisé de céramiques d’art islamique, d’antiquités et de tapis.
Daria est la plus jeune de la fratrie : seize ans la séparent de son frère aîné et dix ans de l’autre frère. Elle vit son enfance dans une maison familiale, à Bulkeley, face à la mer, entourée de l’immense affection de ses parents, une maison dont la « fraîcheur a le goût de la mangue glacée ». Son univers est un jardin avec « un bassin où des grenouilles bavardent sans cesse ». Dès son plus jeune âge, elle reçoit une éducation conforme aux usages de l’époque dans les familles aisées ; sa nourrice est grecque, ses gouvernantes, anglaises ou françaises. Elle apprend à s’exprimer dans ces trois langues avec beaucoup d’aisance qu’elle gardera toute sa vie. L’arabe, l’arménien et parfois le turc sont des langues qui lui sont aussi familières. Lorsqu’elle est encore enfant, sa famille voyage à Beyrouth et à Constantinople. Des souvenirs de ces voyages lui reviennent les images « d’héroïsme et de liberté » que son père lui a appris à aimer et qui ont « exalté (sa) petite enfance ». Toute la famille séjourne régulièrement en Europe les mois d’été. Daria commence à écrire en français dès ses 13 ans, des cahiers remplis de poésies et des nouvelles qu’elle a imaginées. Installée plus tard au 15 rue Ross, à Saba Pacha, dans la nouvelle résidence familiale, la riche bibliothèque de ses parents est sa première source de lectures passionnantes d’auteurs classiques français et anglais. Daria réussit son baccalauréat en 1924, au Lycée français d'Alexandrie. Les solides amitiés nées à Alexandrie dans sa jeunesse avec les familles Aghion et Jabès sont restées vives malgré les années et les bouleversements intervenus tout au long de leurs vies. Andrée Chedid est une amie très proche comme en témoignent leurs nombreux échanges écrits. La rencontre dans son adolescence avec des personnages devenus célèbres tels que Morik Brin venu à Alexandrie au début des années 20 est restée gravée dans son souvenir ; elle le décrit comme « antimilitariste » et « vibrant de foi socialiste ». Passé son baccalauréat, Daria connaît une période de flottement entre littérature et peinture. Mais la rencontre avec Joseph Constant et son épouse Ida, va réveiller en elle la vocation d’artiste sculpteur. Inscrite initialement au cours de peinture dans cet atelier informel, rue Nebi-Daniel, elle découvre, un jour en dehors du cours, « une sorte de trépied sur lequel se trouvait quelque chose qui ressemblait à une masse de boue ». La sentant très attirée par ce qu’elle venait de découvrir, Constant l’encourage à essayer et lui demande de « sculpter [la tête] par tous les profils » d’un homme qu’il alla lui-même chercher dans la rue, devant l’immeuble. Une heure plus tard le travail était fait ! Visiblement très satisfait du résultat, Constant lui dit : « Écoute, tu es née sculpteur. Lâche tout et donne toi entièrement à la sculpture ». C’est une révélation pour elle. Elle continue à sculpter des visages dont elle capte à chaque fois l’expression avec une ressemblance remarquable. Elle décide alors, avec l’accord de ses parents, d’aller à Paris apprendre la sculpture.

### Paris, la Grande Chaumière
Elle se présente à l'Académie de la Grande Chaumière sans autre formation préalable que les cours d’initiation de Constant. Les cours à la Grande Chaumière étaient libres. C’est Athanase Apartis qui l’accueille le premier jour et l’aide dans cet atelier rempli de jeunes sculpteurs déjà bien avancés. La terre glaise et l’utilisation de l’armature étaient inconnus pour Daria Gamsaragan ! Les premiers pas sont très décevants, les sculptures s’effondrent. L’enseignement de la Grande Chaumière par Antoine Bourdelle n’était pas fait pour les débutants. Daria suit aussi les cours de dessin à l’Académie Colarossi et l’enseignement d’André Lhote. Antoine Bourdelle « était un être chaleureux, charmant. Il ne retouchait pas les sculptures. Il ne décourageait personne ». Souvent, « il faisait saisir [à ses élèves] mieux qu’aucune leçon précise… le secret de la beauté d’une œuvre d’art ». Daria suit les cours de la l’Académie de la Grande Chaumière de 1924 à 1927 dans le plus petit des deux ateliers avec Margaret Cossaceanu, Bella Raftopoulo, Alberto Giacometti, Germaine Richier, Jean de Marco, Pablo Curatella Manes, Otto Bänninger et d’autres.
Elle y rencontre Imre Gyomai, écrivain et journaliste, qui collabore alors à la revue Montparnasse fondée par Géo-Charles et Paul Husson. Imre a fui la répression de Miklós Horthy en Hongrie et a souffert en captivité dans les prisons sibériennes. Imre et Daria se marient à Alexandrie en 1926. Ils habitent à Paris, d’abord Villa Seurat, dans le 14e arrondissement, ensuite Villa Junot (actuellement Villa Léandre) à Montmartre, dans le 18e arrondissement, un pavillon fait de deux ateliers, l’un pour Imre et l’autre pour Daria. Ensemble, ils collaborent au numéro de la revue Montparnasse consacré au Salon des Tuileries en 1926 dans lequel Daria Gamsaragan expose aussi ses premières sculptures, à côté d’autres élèves de Bourdelle. Daria participe de nouveau au Salon des Tuileries en 1928, 1932, et 1937.
Le début des années 1930 est une époque très riche en rencontres avec des artistes et des écrivains, dont certains étaient aussi leurs voisins à Montmartre : Maurice Utrillo, Berthe et H.P. Grassier, Francisque Poulbot, Tristan Tzara, et aussi Roger Vailland et Bernard Lecache, rencontrés à La Boule Blanche, à Montparnasse. L’amitié avec Brassaï date de cette époque et elle a duré toute leur vie, ensuite avec Gilberte, son épouse, aussi.
Daria garde les liens avec son pays d’origine. Elle retourne régulièrement pour y exposer ses œuvres ; à cette époque, Le Caire connaît une nouvelle effervescence culturelle et ambitionne de devenir une scène internationale. Daria expose en 1930 au Xème Salon du Caire qui a un fort retentissement dans la presse égyptienne. À Alexandrie, elle expose avec le peintre S. Neroni au Cercle Italien, puis avec Nersès Bartau à la Galerie MMM, ensuite en 1937, à l’Exposition de l’Atelier et en mars 1938, seule, à la Galerie MMM. Cette période fut aussi celle des « amours compliquées » et des « nostalgies déchirantes ». Les nouvelles inquiétantes venant des écrivains fuyant le stalinisme, les suicides et les disparitions derrière le rideau de fer, ont fini par jeter un effroi dans le groupe très cosmopolite qui fréquentait Montparnasse. Les grands malheurs qui vont suivre annoncent déjà la fin d’une forme d’insouciance et de jeunesse des artistes. Daria travaille sans relâche. Au Salon des Tuileries, en 1932, Gaston de Pawlowski remarque « le joli groupe granite le Baiser ». En 1936 Daria expose avec le peintre Émile Lahner à la Galerie Bonaparte, avec une introduction de J. M. Campagne. Une sculpture représentant le buste de l’écrivaine Séverine y est présentée destinée à figurer dans un square de la capitale. En 1938, Daria Gamsaragan expose à la Galerie contemporaine, rue de Seine. En 1939, elle participe au Salon des Tuileries : les critiques d’art Jacques de Laprade, Louis Vauxcelles ou Marius Leblond témoignent de sa participation dans divers écrits. L'artiste participe aussi au 4e Salon du groupement d’art contemporain en juin 1939 dont Louis Guillaume fait état dans La Patrie Humaine.

### L’après-guerre
À l’automne 1939, désormais séparée d’Imre, Daria Gamsaragan doit se rendre en Égypte pour raisons familiales. Lorsque la guerre éclate, son retour en France s’avère difficile. Elle habite un temps à Toulon. Elle parvient à exposer en avril 1940 aux Salons ; Charles Kunstler et Édouard Sarradin en témoignent. Puis, on ne trouve pas de trace des expositions de Daria avant 1946, avant le Salon d'automne, lorsque M. L. Sondaz fait un long commentaire sur le Torse de marbre qui insuffle « le rythme admirable, voluptueux et réchauffant de la vie ».
Entretemps, Daria rencontre Georges E. Vallois dont elle devient la compagne durant plusieurs années. Il occupe des postes de directeur au Franc-Tireur et à Libération. Elle évolue alors dans le milieu de l’après-guerre en côtoyant et en aidant d’anciens résistants. Dans l’euphorie de la libération, elle acquiert une grande maison à La Michelière, près de Honfleur, où les journalistes du Francs-Tireurs se réunissent quelques fois. Elle écrit : « Sortis de la fange de la guerre… nous portions nos idéaux intacts, à bout de bras, comme offrandes au monde nouveau ». Mais, lorsque David Rousset en 1949, dénonce le monde concentrationnaire en URSS, Georges ne l’écoute pas. Daria, sans avoir un engagement politique, éprouve un grand sentiment de révolte pour ne pas avoir réagi elle-même, car elle n’était pas d’accord avec les « options » de Georges et elle estime avoir été « lâche » et s’être contentée de « faux semblants ». Elle noue dans cette période une amitié sincère avec Yves Farge, qui décède accidentellement en 1953 et elle reste très liée à son épouse surnommée « Fargette ».
Après cette longue période de détresse morale, elle renouvelle son style et affirme encore plus son talent. Dès 1950 ses œuvres apparaissent « infiniment personnelles, vigoureuses et d'un grand équilibre plastique », écrit René Barotte. Le Salut à la Paix, Le lotus, sculpture en bois d’une « fougue expressionniste » (André Warnod) et Ève aux bras levés, sculptée en bois également, et surtout L’homme nu, sont exposés à la galerie La Boétie, exposition organisée par Jean Bouret, préfacée par Maximilien Gauthier. L’homme nu, ce personnage grandeur nature, au corps maigre aux bras immenses, qui semble en état de prière, évoque les souffrances endurées par des milliers d’hommes dans les camps de torture et d’extermination, mais aussi la volonté délibérée de l’artiste de tout ramener à l’harmonie. Cette exposition est longuement commentée dans la presse et représente un tournant important dans la création de l’artiste.
La relation de Daria avec Georges se dégrade. « Vu trop de gens, le bruit des paroles m’a rendu sourde, je me suis dissoute au milieu de toutes ces rencontres, de ces contacts » écrit-elle. « Vivre de longues périodes avec ce désespoir au fond de soi » est son cri de détresse. « Terreur de ne plus pouvoir travailler, d’avoir perdu le fil. Le travail c’est ma drogue ».
L’artiste se ressaisit. Elle se reconstruit et se libère grâce l’écriture et à la sculpture. Elle revient à la source. Elle écrit à nouveau ; c’est un roman inspiré de sa propre expérience, au titre étrange, Voyage avec une ombre chez Calmann-Lévy, 1957 sous le pseudonyme d’Anne Sarag. Ce livre parle de solitude et d’incompréhension dans un couple. « La morale du livre est assez sombre… et pourtant ce livre est animé d’un grand amour de la vie et sa couleur poétique mérite d’être signalée » (Yves Gandon). Ce livre rencontre un beau succès auprès des lecteurs et des commentateurs dans la presse. Dans la sculpture, Daria retrouve ses premières révélations, son premier maître « qui [lui] a donné la connaissance, la révélation de l’univers des formes, de la pierre vivante, [son] plus vieil ami » c’est l’art égyptien, qu’elle a découvert à l’âge de douze ou treize ans. Depuis Alexandrie, elle avait remonté le Nil en felouque, accompagnée d’un membre de sa famille, menés par un batelier de confiance, jusqu’à Abydos, pour flâner dans « les colonnades presque intactes du temple ». Elle se souvient : « nous étions rentrés dans le royaume des mythes ». En 1958, elle expose à la galerie Badinier un ensemble de vingt et une sculptures sur le thème Bestiaires et hiéroglyphes, présenté par Waldemar George. Se trouvent en particulier des statues dénommées Spectre, Orante, Vampire, Rhéteur, Prisonnier, Ange, Christ, Cri, Lémure, Démon, Gnome, Harpie, Chimère, Dictateur, Astronaute ainsi que les bustes de Roger Vailland, Sacha Pitoëff, Charles Estienne et Jean Follain. Les critiques sont unanimes pour saluer son travail.
« Le Christ a un émouvant masque de douleur, mais son corps décharné se tend en arc comme pour s’évader de la matière et accéder au spirituel. L’art de Daria Gamsaragan est tout en pensée, une spiritualité d’une haute envolée y domine. Elle s’est penchée sur les problèmes de la condition humaine sur les misères morales et physiques, morales surtout, sur cette dualité de l’âme où l’ange et le démon se côtoient » (D. Antranikian).
Pour Roger Vailland, qui suit son œuvre depuis ses débuts, . Pour Suzanne Normand, qui s’entretient avec elle sur Radio Luxembourg le 12 mars 1958, « Son évolution procède d’une exigence intérieure ». Pour Georges Boudaille, « Même un ange égaré parmi les démons exhale quelque chose d’inquiétant ».

### La Monnaie de Paris, la sculpture, le dessin, les écrits
Au début des années 1960, Daria s’installe Square Henri-Delormel à Paris, dans le 14e arrondissement, au dernier étage, dans un duplex dont la mezzanine devient son atelier. Dans cet appartement-atelier baigné de lumière, une verrière sert de toiture et la vue sur les toits de Paris à l’arrière est imprenable. C’est une renaissance. Sa production s’enrichit de nouveaux thèmes et se diversifie par son style et ses sujets. C’est une artiste épanouie.
Daria participe à plusieurs expositions collectives à thème, comme le « Club International Féminin d’Art Moderne » en 1960, « La sculpture contemporaine » au Musée de la Maison de la Culture au Havre, en 1962, l’« Histoire du Buste XXème siècle auprès de Bourdelle » au Musée Bourdelle en 1964, avec les bustes de Jean Follain, Charles Estienne, Sacha Pitoëff, Roger Vailland et d'autres, au Salon d’automne en 1965au musée Rodin pour la « 2e Biennale Internationale de la Sculpture Contemporaine Formes humaines » en 1966. Là, elle expose la statue en marbre Léda remarquée par Barnett D. Conlan. Ensuite en 1969, elle participe à l’exposition de « L’association Toros Roslin » réunissant, à la Fondation Calouste-Gulbenkian, des artistes arméniens travaillant en France.
Elle crée aussi en 1966 un impressionnant monument à la sépulture des intellectuels arméniens au Cimetière parisien de Bagneux (Hauts de Seine).
À partir de 1967 et jusqu’en 1982, l’artiste travaille pour la Monnaie de Paris et crée une quinzaine de médailles pour commémorer des personnages illustres, écrivains, philosophes, journalistes résistants… dont la carrière est le reflet des changements qui ont bouleversé le monde d’aujourd’hui : Han Suyin, écrivain et médecin d'origine chinoise et belge, Vercors, illustrateur et écrivain français, actif pendant la Résistance, Pierre Reverdy, poète associé au courant surréaliste, Ilya Ehrenbourg, écrivain et journaliste russe et soviétique et tant d’autres. Daria a su leur donner un visage, un profil, un portait… qui nous touche par sa finesse sur l’avers des médailles, alors que le revers est tout un travail de recherche pour leur rendre hommage par une citation, une illustration de leur œuvre ou une représentation symbolique. Elle a également créé une médaille qui se porte comme un bijou pour le signe du Zodiaque, le Capricorne, une médaille pour se souhaiter la Bonne année et une médaille sur le thème de Néfertiti ou l’Hymne au soleil. Un exemplaire de cette dernière a été offerte par la Fondation Louise Weiss au président d’Égypte Anouar el-Sadate en 1980 pour sa contribution à « l’avancement des sciences de la paix et à l’amélioration des relations humaines ».
La carrière d’écrivaine de Daria se prolonge aussi avec un nouveau roman L’anneau de feu paru en 1965 aux Éditeurs Français Réunis. La critique littéraire accueille avec « beaucoup d’attention et de sympathie » la sortie de ce nouveau roman, en faisant aussi le lien avec la vie de l’artiste. « Ce roman émouvant et curieux, à la fois évocation et confidence, peint des franges de l’histoire et des nations où tant d’êtres déracinés cherchent « l’anneau de feu » ». Membre pendant de nombreuses années du PEN club, Daria participe au congrès annuel en 1967, lorsque le Pen-club est présidé par Arthur Miller et le congrès se tient pour la première fois en Afrique, en Côte d’Ivoire. Les principaux thèmes sont centrés sur « l'analyse du mythe comme source d'inspiration dans les domaines de la littérature et des arts ». La politique n’est pas absente de ces débats, qui portent aussi sur la défense des écrivains emprisonnés dans différents pays.
Daria expose seule en 1970 à la Librairie Marthe Nochy (Librairie de Seine) des sculptures et des dessins ; « on découvre toute une collection de petits bronzes pleins de chaleur, traversés d’un souffle lyrique lequel s’épanouit dans telle Licorne bondissante, comme dans tel Pégase privé d’ailes superflues ou s’approfondit notamment en deux séries divergentes et complémentaires sur les thèmes du Couple et Crucifié ». Pour Jeanine Warnod, ce sont « les petites sculptures élancées, femmes-flammes, oiseaux, figurines, parfois avec l’esprit de Giacometti, avec cet élan mystique qui caractérise l’œuvre de cette femme sculpteur ». Enfin, pour Le nouvel observateur, « dans ses sculptures, comme dans ses dessins, cette artiste interprète la réalité avec une vivacité nerveuse, intense, qui allonge, lamine, convulse les formes. … Son art atteste une forte et attachante personnalité ».
Au début des années 1970, Daria travaille sur deux projets en relation avec la joaillerie : d’une part une commande de Cartier à Genève pour une série représentant les douze signes du Zodiaque. La série devait être éditée par le célèbre joaillier. Ce sont des petits bronzes dorés éblouissants, pleins de fraîcheur et aux caractères affirmés qui sont réalisés. En même temps elle a rencontré Coco Chanel qui lui demande de créer des croix, comme bijoux pour ses collections : « N’était-ce pas formidable l’emballement de Chanel pour mes croix et quelle confiance cela m’a donné et cela m’a tirée d’affaires à un moment où j’étais si découragée par le manque d’argent », écrit Daria dans ses cahiers. Mais le décès de la créatrice de mode le 10 janvier 1971 met un terme à leur collaboration.
À la fin de l’année 1972, pendant plus d’un mois, Daria fait un voyage de découverte du Mexique invitée par un ami américain, entre novembre 1972 et janvier 1973. Elle passe le nouvel an au Mexique. Elle raconte dans un journal de voyage, destiné à devenir un projet de livre, les découvertes de cette civilisation ancienne dont elle décrit les monuments et des statues avec l’œil de l’artiste et analyse toutes les subtilités de ses représentations. Elle est totalement fascinée par ce voyage.
Le mensuel Armenia consacre son numéro d’avril 1977 à la commémoration du « 1er massacre du XXème siècle ». En couverture, les Crucifiés de Daria et ensuite une longue interview réalisée par Henri Héraut, au domicile de Daria. Celui-ci fait une longue description de ses réalisations et rappelle les ouvrages où elle est citée, et les musées où sont exposées ses œuvres. Il déclare à propos de ses dernières sculptures « elle a su ajouter à ses figurines, un lyrisme, un sens du mouvement (voir son admirable Chevauchée) que ne possédait pas Giacometti… Chez Daria Gamsaragan, tout vibre… tout est signe de vie intense ».
L’Union générale arménienne de bienfaisance (UGAB) organise en novembre 1982, à New York, en collaboration avec la Galerie Gorky à Paris (Galerie Basmadjian) une exposition collective d’artistes d’origine arménienne vivant en France ou ailleurs. Parmi les participants, à part Daria, Jean Carzou, Assadour, Jansem, Arto Tchakmaktchian, Jean Kazandjian… Un grand nombre de statues de Daria y sont présentées, plus d’une dizaine, surtout ses dernières productions.
En 1984, une rétrospective de son œuvre est exposée à la Galerie Sculptures, rue Visconti à Paris, qui est l’occasion de dérouler tout le cheminement de cette artiste dans son œuvre « riche en métamorphoses » comme le souligne Andrée Chedid dans la présentation. De nombreux articles saluent cet évènement. Pour l’artiste, le cheval poisson est le symbole de cette exposition : Daria le présente ainsi : « il lui a fallu des siècles des millénaires pour trouver la clef de mes songes, hanter mes nuits et jaillir enfin des flots paré de sa crinière du Grand Vent ». Mais il y a aussi les bronzes du Silence, des Danseurs, du Couple, des Lianes, des Guerriers du vent, de L’oiseau des cavernes, du Vol du Sagittaire et tant de figures chargées de siècles et de légendes, sculpture du lyrisme hantée par les êtres mythiques….
Daria Gamsaragan meurt le 1er mars 1986 dans son sommeil à son domicile parisien.
Le nom de famille Gamsaragan s’écrit également Kamsarakan. Le premier est prononcé en arménien occidental (essentiellement la diaspora occidentale et proche-orientale) et le second en arménien oriental (République d'Arménie, Géorgie, Russie, Iran). C’est le nom d’une famille noble arménienne qui a joué un rôle important dans l’histoire de l’Arménie.

## Expositions
- Juin 1926 : Salon des Tuileries, Paris
- Mai 1928 : Salon des Tuileries, Paris
- 1929 : Daria Gamsaragan et Nersès Bartau, Galerie MMM Le Caire
- Janvier 1930 : S.Neroni et Daria Gamsaragan', Cercle italien d’Alexandrie
- Janvier 1930 : 10e Salon du Palais des Beaux-Arts, Le Caire
- Mai 1932 : Salon des Tuileries, Paris
- Janvier 1934 : Exposition des portraits contemporains, Galerie de Paris

8.     Avril 1935, Palais Tigrane,  XVème Salon du Caire
9.     Avril 1936 Galerie Bonaparte, Daria Gamsaragan et Emile Lahner, Paris
10.  Mai 1936, Salon des Tuileries, Paris
11.  Juin 1936, Gueux et vagabonds, Editions René Debresse 38 Rue de l’Université, Paris
12.  Juillet 1937, Salon des Tuileries, Paris
13.  Novembre 1937, Expositions Internationale des Arts et Techniques, Paris
14.  Décembre 1937, Salon de l’Atelier, Alexandrie
15.  Janvier 1938, Exposition Internationale de la Galerie Contemporaine, 36 Rue de Seine, Paris
16.  Mai 1939, Le premier salon des sculpteurs contemporains
17.  Juin 1939, Salon des Tuileries, Paris
18.  Mars 1938, Galerie MMM Le Caire
19.  Juin 1938, XXIème exposition internationale d’art, Biennale de Venise
20.  Mai 1939, Salons
21.  Juin 1939, 4ème Salon du groupement d’art contemporain, Paris
22.  Juin 1939, Salon des Tuileries, Paris
23.  Avril 1940, Salons
24.  Octobre 1946, Salon d’Automne, Paris
25.  Mai 1949, Exposition de la Paix au Cirque d’Hiver, Paris
26.  Décembre 1950, Galerie la Boétie, Paris
27.  Mars 1950, Exposition au Caire
28.   Juillet 1954, 4eme exposition de peinture et sculpture, Société des Beaux-arts de Thonon les Bains, Haute Savoie
29.  Juillet 1955, Salon « Comparaisons », Paris
30.  Mars 1958, Galerie Simone Badinier, Paris
31.  Juillet 1958, Sculptures contemporaines, Musée Rodin, Paris
32.  Octobre 1958, VIII salon d’art sacré au Musée des beaux-arts de la ville de Paris
33.  Mars 1959, A l’atelier, Musée d’art moderne du Caire
34.  Avril 1960, Club International Féminin, Musée d’Art Moderne, Paris
35.  Juin 1962, Musée-Maison de la culture, Le Havre, Seine-Maritime
36.  Mai 1964, Histoire du Buste XXème siècle auprès de Bourdelle, Musée Bourdelle, Paris
37.  Octobre 1965, Salon d’Automne, Paris
38.  Mai 1966, « 2eme Biennale Internationale de la sculpture contemporaine Formes humaines », Musée Rodin, Paris
39.  Décembre 1966, 1er Festival de sculpture contemporaine, Château de Saint Ouen, Seine-Saint Denis
40.  Mai 1969, Fondation Gulbenkian, Paris
41.  Mai 1970, Librairie Marthe Nochy, Paris
42.  Juillet 1978, Sculptures à Saint Nadeau chez le maire Éric Chabrerie, Charente Maritime
43.  Novembre 1978, Muzeum Sztuki Medalierskiej, Varsovie
44.  Octobre 1979, Société des Amis de l’Art, Garden City, Le Caire
45.  Avril 1980, Musée des Beaux-Arts de la Ville de Paris
46.  Février 1982, La France et l’Egypte dans l’art de la médaille, Le Caire
47.  Novembre 1982, AGBU Art Expo, New Jersey, EU
48.  Octobre 1984, Galerie Sculptures, Paris
49.  Novembre 1984, Bronzes et dessins, Galerie Sculptures, Paris
50.  Mai 1985, Exposition Internationale du Petit Bronze Musée Bourdelle, Paris